# The Sessions
The Sessions ist eine kanadische Indie-Rock-Band aus Vancouver.

## Bandgeschichte
The Sessions wurden 2005 gegründet und existierten bis 2008. 2006 gewannen sie den weltgrößten Musikgruppen-Wettbewerb, das Emergenza. In diesem Jahr traten 7.631 Bands aus 16 Ländern gegeneinander an. The Sessions gewann den ersten Platz im Finale in Rothenburg ob der Tauber.
Die Band nahm das Album The Sessions Is Listed As In A Relationship mit dem weltbekannten Produzenten Bob Rock beim Label Wharehouse Studios in Gastown in Vancouver auf. Zwei Lieder aus dem Album, My Love und 18 Candles, wurden für den Mountainbike-Film Seasons von The Collective, einer Gruppe von Filmemachern, Fotografen und Mountainbikern, verwendet. Das Album ist auf ITunes erhältlich. The Sessions tourte im Februar 2008 im Westen der Vereinigten Staaten, beispielsweise spielten sie Konzerte in San Francisco, Las Vegas, Hollywood und San Diego.
Mitglieder sind Martin Robert Kottmeier (* 16. Februar 1987), Gesang und Schlagzeug, sowie Tristan Norton, Gitarre und Keyboard und ebenfalls Gesang. Joshua Helgason war Sänger und spielte Synthesizer, verließ aber im März 2008 die Band und arbeitete später mit Stars of Boulevard zusammen.

## Stil
Die Band selbst beschreibt ihren Stil als „Indie-Rock mit britischem Einfluss“. Sie wurde beeinflusst durch die britische Rockszene und die Dance Movements der New Wave in den 1980ern.